# Ernst Horn (Studentenfunktionär)
Ernst Horn (* 15. März 1905 in Neumarkt, Kreis Neumarkt, Provinz Schlesien; † 20. April 1945 bei Neupetershain) war ein deutscher Nationalsozialist und SA-Führer. Er war stellvertretender Reichsstudentenführer.

## Leben
Nach dem Schulbesuch durchlief Horn eine Lehre als Bankkaufmann. Anschließend studierte er an der Universität Breslau Rechts-, Staats- und Wirtschaftswissenschaften und wurde Mitglied der Landsmannschaft Macaria Breslau. Zum 1. April 1930 trat er in die NSDAP (Mitgliedsnummer 221.819) und im selben Jahr in die SA ein. Den Schwerpunkt seiner Tätigkeit in der NS-Bewegung legte er dabei auf das Engagement in der Deutschen Studentenschaft (DSt.): In den Jahren 1933 und 1934 war er als Kreisführer I in der DSt tätig. Anschließend fungierte er bis 1936 als Kreisführer Ostdeutschland der DSt sowie als Gaustudentenführer in Ostpreußen. Im Jahr 1936 wurde Horn zum Stabsführer der Reichsstudentenführung und ständigen Vertreter des Reichsstudentenführers Gustav Adolf Scheel ernannt. 1937 übernahm er zusätzlich die Leitung des Führungsamtes der Reichsstudentenführung. In der SA erreichte er seinen höchsten Rang mit der Beförderung zum SA-Brigadeführer zum 9. November 1942. Bei der Reichstagswahl 1938 kandidierte er erfolglos für ein Mandat im Reichstag (Zeit des Nationalsozialismus). Von 1939 bis 1945 nahm Horn als Soldat der Wehrmacht am Zweiten Weltkrieg teil, zuletzt im Rang eines Oberleutnants. Er starb unmittelbar vor Kriegsende bei Kampfhandlungen (?) in Brandenburg.

## Schriften
- Rechenschaftsbericht über die Arbeit der Reichsstudentenführung seit Amtsantritt des Reichsstudentenführers SS-Oberführer Pg. Dr. Scheel im November 1936. Gegeben auf dem 1. Deutschen Studententag Großdeutschlands in Heidelberg, Juni 1938. 1938.